# Phyllolabis gohli
Phyllolabis gohli là một loài ruồi trong họ Limoniidae. Chúng phân bố ở miền Cổ bắc.